# Andreas I. (Olmütz)
Andreas (tschechisch Ondřej; † 22. Mai 1096) war von 1091 bis 1096 Bischof von Olmütz.

## Leben
Möglicherweise war er Andreas von Doubrawitz / Ondřej z Doubravic, Doktor des Kanonischen Rechts und Propst des Kollegiatstifts in Leitmeritz. Ob er auch identisch mit Wezel, dem Kaplan des böhmischen Königs Vratislav II. war, ist unsicher.
Andreas wurde am 4. Januar 1092 von König Vratislav II. zum Bischof von Olmütz ernannt und auf dessen Bitte vom Römisch-deutschen König Heinrich IV. in Mantua zusammen mit dem Prager Bischof Cosmas bestätigt. Erst am 12. März 1092 sollen beide vom Mainzer Erzbischof Ruthard von Mainz auf einer Synode in Mainz (die sonst nirgends erwähnt wurde) geweiht worden sein. Weitere Angaben zu seiner Amtszeit sind nicht überliefert.
Andreas starb am 22. Mai 1096. Bestattet wurde er im Olmützer Wenzelsdom.